# Beenvlies
Het beenvlies of periost is de zeer pijngevoelige en bloedvatenrijke buitenbekleding van botweefsel.
Via de vezels van Sharpey is het beenvlies verbonden met het bot. Deze verbinding is des te sterker op plekken waar een spier is verbonden met het botstuk. De binnenste laag van het beenvlies bevat botvormende (osteoblasten) en botafbrekende cellen (osteoclasten) die waar het nodig is het bot extra stevig maken, en waar het niet nodig is het bot weer afbreken.